# 1921 en Nouvelle-Écosse
Chronologie de la Nouvelle-Écosse
- 1917
- 1918
- 1919
- 1920
- 1921
- 1922
- 1923
- 1924
- 1925

Cette page concerne des événements survenus en 1921 dans la province canadienne de Nouvelle-Écosse.

## Politique
- Premier ministre : George H. Murray
- Chef de l'Opposition :
- Lieutenant-gouverneur : MacCallum Grant
- Législature :

## Naissances
- 17 janvier : Thomas Chastain, né à Sydney, et mort le 1er septembre 1994 à New York, écrivain américain auteur de roman policier.

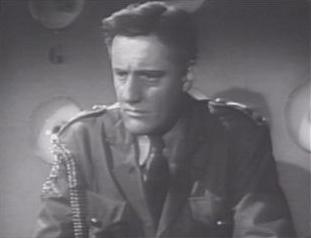
Henry Beckman en 1954.

- 26 novembre : Henry Beckman, acteur canadien né à Halifax et mort le 17 juin 2008 à Barcelone, en Espagne.